# پس از شکار
پس از شکار (به انگلیسی: After the Hunt) یک فیلم دلهره‌آور، جنایی و درام ایتالیای-آمریکایی محصول سال ۲۰۲۵ به کارگردانی لوکا گوادانینو با بازی جولیا رابرتس، ایو ادبری، اندرو گارفیلد، مایکل استولبارگ و کلویی سونی است.

## خلاصه داستان
یک استاد کالج پس از اینکه یکی از همکارانش با یک اتهام جدی مواجه می‌شود، مجبور می‌شود با گذشته پنهانی خود دست و پنجه نرم کند.

## تولید
تصویربرداری اصلی در لندن و دانشگاه کمبریج در ۶ ژوئیه ۲۰۲۴ آغاز شد. فیلمبرداری در ۱۶ اوت، پس از ۶ هفته از فیلمبرداری به پایان رسید.

## انتشار
این فیلم قرار است در تاریخ ۱۰ اکتبر ۲۰۲۵ به صورت محدود در ایالات متحده اکران شود، قبل از اینکه در ۱۷ اکتبر به اکران گسترده برسد.